# 雅罗斯拉夫·普拉希尔
雅罗斯拉夫·普拉希尔（捷克語：Jaroslav Plašil，發音：[ˈjaroslaf ˈplaʃɪl]；1982年1月5日—），捷克足球运动员，司職中場，现效力于法甲球會波爾多。

## 生平

### 球會
這名中場球員只有十八歲就被法甲聯賽球會摩纳哥簽下，但首兩季他僅能上陣共八場比賽。隨後他被外借到法國低組別聯賽球會克雷泰伊。2003年他返回摩納哥，終於取得了正選。他以能夠處理遠射和控制中場大局能力見稱。
2007年他與西甲球會奧沙辛拿簽了四年合約，加盟該隊。但於2009年6月8日突然轉會波爾多。

### 國家隊
他曾出戰過2004年歐洲國家盃、2006年世界盃和2008年歐洲國家盃。其中最佳成績乃2004年歐洲國家盃，當屆打入四強。但此後無以為繼：2006年世界盃首圈出局；2008年歐洲國家盃也是遭到同一結果。